# ناصر گلسرخی
ناصر گل‌سرخی (۱۳۰۲ تهران - ۱۳۶۸) موسیقیدان و وزیر منابع طبیعی در دوران پهلوی بود.
گل سرخی در سال ۱۳۰۲ در تهران به دنیا آمد. وی فعالیت‌های اداری خود را از اداره اصل ۴ شروع کرد و سپس به وزارت کشاورزی رفت و تا مقام معاونت وزارت کشاورزی ترقی کرد. او در شهریور ماه سال ۱۳۴۶ به وزارت در وزارت خانه تازه تأسیس منابع طبیعی منصوب شد.
او در سال ۱۳۵۰ از این وزارت خانه کناره گرفت و پس از آن مجله ماهانه‌ای به نام شکار و طبیعت دایر کرد که طرفداران بسیاری داشت. متخصصان بسیاری اطلاعات و خاطرات خود را در آن به اشتراک می‌گذاشتند و گفته می‌شود که هیئت تحریره مجله مزبور از تحصیلکرده‌های اروپا و آمریکا بوده و به دلیل تسلط به زبان‌های خارجی آنچه در این زمینه در مطبوعات دنیا انتشار می‌یافت ترجمه و در مجله انتشار می‌دادند.
همچنین گلسرخی موسیقیدان قابلی بوده و موسیقی را بر مبنای علمی خیلی خوب می‌دانست. او در نواختن آلات موسیقی استادی توانمند بود. او با دختر سرلشکر احمد معینی ازدواج کرد و در سال ۱۳۶۸ در آمریکا و در عسرت درگذشت.